# Blackbolbus orarius
Blackbolbus orarius is een keversoort uit de familie cognackevers (Bolboceratidae). De wetenschappelijke naam van de soort werd in 1993 gepubliceerd door Henry Fuller Howden.